# Angerwustung
Angerwustung ist ein Gemeindeteil des Marktes Mitwitz im Landkreis Kronach (Oberfranken, Bayern).

## Geographie
Die Einöde liegt in unmittelbarer Nachbarschaft der Dickenwustung etwas abseits der Föritz. Die dort befindliche Föritzau ist ein Naturschutzgebiet. Eine Gemeindeverbindungsstraße verläuft nach Schwärzdorf (0,7 km südlich) und führt jenseits der thüringischen Grenze als Kreisstraße K 8 nach Sichelreuth (2,8 km nordöstlich). Ein Anliegerweg führt zur Hüttenwustung (1,2 km nordwestlich).

## Geschichte
Gegen Ende des 18. Jahrhunderts bestand Angerwustung aus einem Anwesen. Das Hochgericht übte das Halsgericht Mitwitz aus. Die Herrschaft Mitwitz war Grundherr der Sölde.
Mit dem Gemeindeedikt wurde Angerwustung dem 1808 gebildeten Steuerdistrikt Neundorf und der 1818 gebildeten Ruralgemeinde Schwärzdorf zugewiesen. Am 1. Juli 1971 wurde Angerwustung mit Schwärzdorf im Zuge der Gebietsreform in Bayern nach Neundorf eingemeindet, das seinerseits am 1. Januar 1974 nach Mitwitz eingegliedert wurde.

### Einwohnerentwicklung
| Jahr      | 001818 | 001861 | 001871 | 001885 | 001900 | 001925 | 001950 | 001961 | 001970 | 001987 |
| Einwohner |        | *      | 23 +   | 11 +   | 3      | 4      | 12     | 4      | 2      | 6      |
| Häuser    | 1      |        |        | 2 +    | 1      | 1      | 1      | 1      |        | 1      |
| Quelle    | [ 5 ]  | [ 7 ]  | [ 8 ]  | [ 9 ]  | [ 10 ] | [ 11 ] | [ 12 ] | [ 13 ] | [ 14 ] | [ 1 ]  |

## Religion
Der Ort ist seit der Reformation evangelisch-lutherisch geprägt und nach St. Jakobus (Mitwitz) gepfarrt.